# マギクラフト・マイスター
『マギクラフト・マイスター』は、秋ぎつねによる日本のライトノベル。小説投稿サイト「小説家になろう」で2013年から連載中。MFブックス（KADOKAWA）より書籍化され、2013年11月から2018年2月まで刊行された（イラストはミユキルリア）。
メディアミックスとして、2017年3月24日にフロンティアワークスよりドラマCDが発売された。2017年8月21日からはComicWalker（現・カドコミ）において、吉舎和幸の作画によるコミカライズの連載が開始されている。

## あらすじ
日本の技術者だった二堂仁は、ある日、誤って電気炉の中に転落死してしまうが、同時に異世界へと召喚され転生した。転生先は研究所であり、1000年前の研究者アドリアナの本拠であった。彼女は世界唯一にして最高の魔法工学師（）と謳われた凄腕の人物だったが、自らの理論が仲間に受け入れられず、晩年には孤島に隠遁していた。仁はその場にいた自動人形（）により自らがアドリアナの後継者として召喚されたことを知り、力と知識を受け継いで2代目魔法工学師（）になる。工作が得意で子どもたち相手におもちゃなどを作っていた仁は、日本での知識と経験も生かして、発明していくことになる。

## 登場人物
声はドラマCD版の担当声優。

### 蓬莱島
二堂仁（にどうじん、ジン=ニドー）
声 - 内山昂輝
主人公。天涯孤独で児童養護施設（孤児院）で育った。
高卒で施設を出て日夜働く技術者だったが、異世界に転生して先代アドリアナの研究所と能力を受け継ぎ、2代目魔法工学師（）になる。
工作が得意であり、知識と経験を生かして発明していく。
礼子（れいこ、レーコ）
声 - 井口裕香
先代アドリアナの所産たる自動人形（）。先代の遺言で1000年かけて後継者を探し仁を召喚した。召喚後に壊れて、仁が再生し、『仁義礼智信』から１文字を取って礼子と名付けた。仁を父と慕い、いつも一緒にいる。
仁による規格外の改造（いわゆる魔改造）により、作中で最強の存在になった。
アドリアナ・バルボラ・ツェツィ
初代魔法工学師（）で仁の先代。礼子（前身）の生みの親。
現代より1000年前の人物であり、魔法と道具を結ぶ魔法工学の研究者だったが、仲間に受け入れられず晩年は孤島に隠居していた。
自ら作った自動人形（後の礼子）に自分の後継者を探すように言い残して逝去した。

### クライン王国

#### カイナ村
ハンナ
仁が事故で飛ばされたカイナ村の子ども。仁を兄のように慕っている。
マーサ
ハンナの祖母。事故で現れた仁を受け入れ、気にかけている。
ギーベック
カイナ村の村長。
バーバラ
村長の姪。

#### 王都
ローランド
カイナ村に来る行商人。
エリック
ローランドの息子。
リシア・ファールハイト
クライン王国の新貴族で騎士の見習い。カイナ村に徴税官として来訪した。オドオドした話し方だが、仕事ぶりは真面目である。
ワルター伯爵
クライン王国の貴族でカイナ村一帯の領主。
国王の命令を曲解して仁を捕縛しようとしたため仁はそのままカイナ村から出奔することになる。

### エゲレア王国

#### ブルーランド
ビーナ
声 - 新谷良子
ブルーランドの少女で、魔法工学士。
自分の作品にケチを付けた仁と礼子と言い争いになるも、仁の技術力に目をつけ、一緒に製品開発することになる。ガラナ伯爵に狙われたため、クズマ伯爵の屋敷に弟妹とともに移った。
ナナ、ラルド
ビーナの双子の弟妹。ナナが姉でラルドが弟。病気がちだったが、生活の改善とともに快癒した。
ルイス・ウルツ・クズマ伯爵
ブルーランドの貴族。ビーナの作品を気に入り、ガラナ伯爵に狙われた彼女と弟妹を屋敷に迎え入れた。
ガラナ伯爵
ブルーランドの貴族。ビーナを館に誘い込み、私兵を使ってまでモノにしようとしていた。

### エリアス王国

#### ポトロック
マルシア　
声 - 小清水亜美
港町ポトロックの造船工。男勝りな性格でスタイル抜群の美女。高速艇の競技に出るべく、仁に協力を依頼する。代々、造船工だったが出奔した父の借金を返し店を残すべく、日夜奮闘していた。
気障な貴族バレンティノに狙われ、妨害されるも何とか優勝した。
バレンティノ
ハドソン侯爵の三男で、ポトロックの領主補佐。
マルシアを妾にせんとつけ狙っていた。
実際は密輸に関わっていて、証拠隠滅しようとしていたが、発覚して逃亡した。その後、仁一行を襲うも、撃退され捕縛された。
ドミニク・ド・ザウス・フィレンツィアーノ
ポトロックを含む、エリアス王国南部ザウス州の領主。侯爵。

### ショウロ皇国
ラインハルト･ランドル
声 - 新垣樽助
ランドル伯爵家四男で、優秀な魔法工作士。ショウロ皇国の代表技術者としてポトロックの高速艇競技に参加した。仁を気に入りショウロ皇国に誘う。
エルザ・ランドル
声 - 佐藤亜美菜
ラインハルトの従妹で、子爵令嬢。ショウロ皇国の代表選手として、ポトロックの高速艇競技に参加した。競技ではマルシアと競り合うも惜敗。寡黙だがお転婆なところがある。仁を気に入り、ともにショウロ皇国に向かうことになる。
アドバーグ
エルザの執事。初老。
ヘルマン
エルザの護衛。
ミーネ
エルザの乳母。

## 既刊一覧

### 小説
- 秋ぎつね（著）・ミユキルリア（イラスト） 『マギクラフト・マイスター』 KADOKAWA〈MFブックス〉、全14巻
  1. 2013年11月25日発売[3]、ISBN 978-4-04-066095-0
  2. 2014年3月25日発売[4]、ISBN 978-4-04-066394-4
  3. 2014年9月25日発売[5]、ISBN 978-4-04-066997-7
  4. 2014年12月25日発売[6]、ISBN 978-4-04-067321-9
  5. 2015年3月25日発売[7]、ISBN 978-4-04-067486-5
  6. 2015年7月24日発売[8]、ISBN 978-4-04-067725-5
  7. 2015年10月23日発売[9]、ISBN 978-4-04-067963-1
  8. 2016年2月25日発売[10]、ISBN 978-4-04-068123-8
  9. 2016年7月25日発売[11]、ISBN 978-4-04-068486-4
  10. 2016年11月25日発売[12]、ISBN 978-4-04-068746-9
  11. 2017年3月25日発売[13]、ISBN 978-4-04-069138-1
  12. 2017年7月25日発売[14]、ISBN 978-4-04-069356-9
  13. 2017年11月25日発売[15]、ISBN 978-4-04-069591-4
  14. 2018年2月24日発売[16]、ISBN 978-4-04-069728-4

### 漫画
- 吉舎和幸（著）・秋ぎつね（原作）・ミユキルリア（キャラクター原案） 『マギクラフト・マイスター』 KADOKAWA〈MFコミックス〉、既刊13巻（2024年11月22日現在）
  1. 2018年1月22日発売[17]、ISBN 978-4-04-069577-8
  2. 2018年7月23日発売[18]、ISBN 978-4-04-069971-4
  3. 2019年1月21日発売[19]、ISBN 978-4-04-065425-6
  4. 2019年7月22日発売[20]、ISBN 978-4-04-065823-0
  5. 2020年1月23日発売[21]、ISBN 978-4-04-064285-7
  6. 2020年7月22日発売[22]、ISBN 978-4-04-064760-9
  7. 2021年1月22日発売[23]、ISBN 978-4-04-680115-9
  8. 2021年8月20日発売[24]、ISBN 978-4-04-680566-9
  9. 2022年3月22日発売[25]、ISBN 978-4-04-681048-9
  10. 2022年11月22日発売[26]、ISBN 978-4-04-681709-9
  11. 2023年7月22日発売[27]、ISBN 978-4-04-682472-1
  12. 2024年2月22日発売[28]、ISBN 978-4-04-683292-4
  13. 2024年11月22日発売[29]、ISBN 978-4-04-683783-7